# 库瑞噶尔祖一世
库瑞噶尔祖一世（？—约公元前1375年在位）（英語：Kurigalzu I）首位自称君权神授的加喜特国王。他于今阿盖尔古夫建立新都杜尔·库里加尔祖（意为“库里加尔祖的城堡”），在首都建装饰有壁画的宫殿，一尊塑像和高达187英尺的塔庙。他使巴比伦成为当时政治中心，他嫁女于埃及法老阿蒙霍特普三世，同时交换礼物和书信往来。